# Волендам
Волендам — рибальське село у Нідерландах, перетворене на міжнародний туристичний атракціон-музей (колишній рибний порт). Село відоме своїм рибним аукціоном, де постійно продаються тонни вугра. Також туристів пригощають найсвіжішим оселедцем та іншими сортами риби. У порту села можна побачити найрізноманітніші рибальські човни і яхти. Уздовж гавані стоять кораблі з делікатесним копченим вугром, який тут вважається вишуканим стравою. Також Волендам славиться красою народних костюмів, тому його мешканці завжди ходять у національних костюмах. А деякі з них спеціально стоять на видних місцях, чекаючи, коли турист захоче зробити спільну фотографію на пам'ять.
У селі діє професійний футбольний клуб Волендам.